# Benito Zambrano Tejero
Benito Zambrano Tejero (Lebrija, província de Sevilla, 20 de març de 1965) és un guionista i director de cinema espanyol.

## Biografia

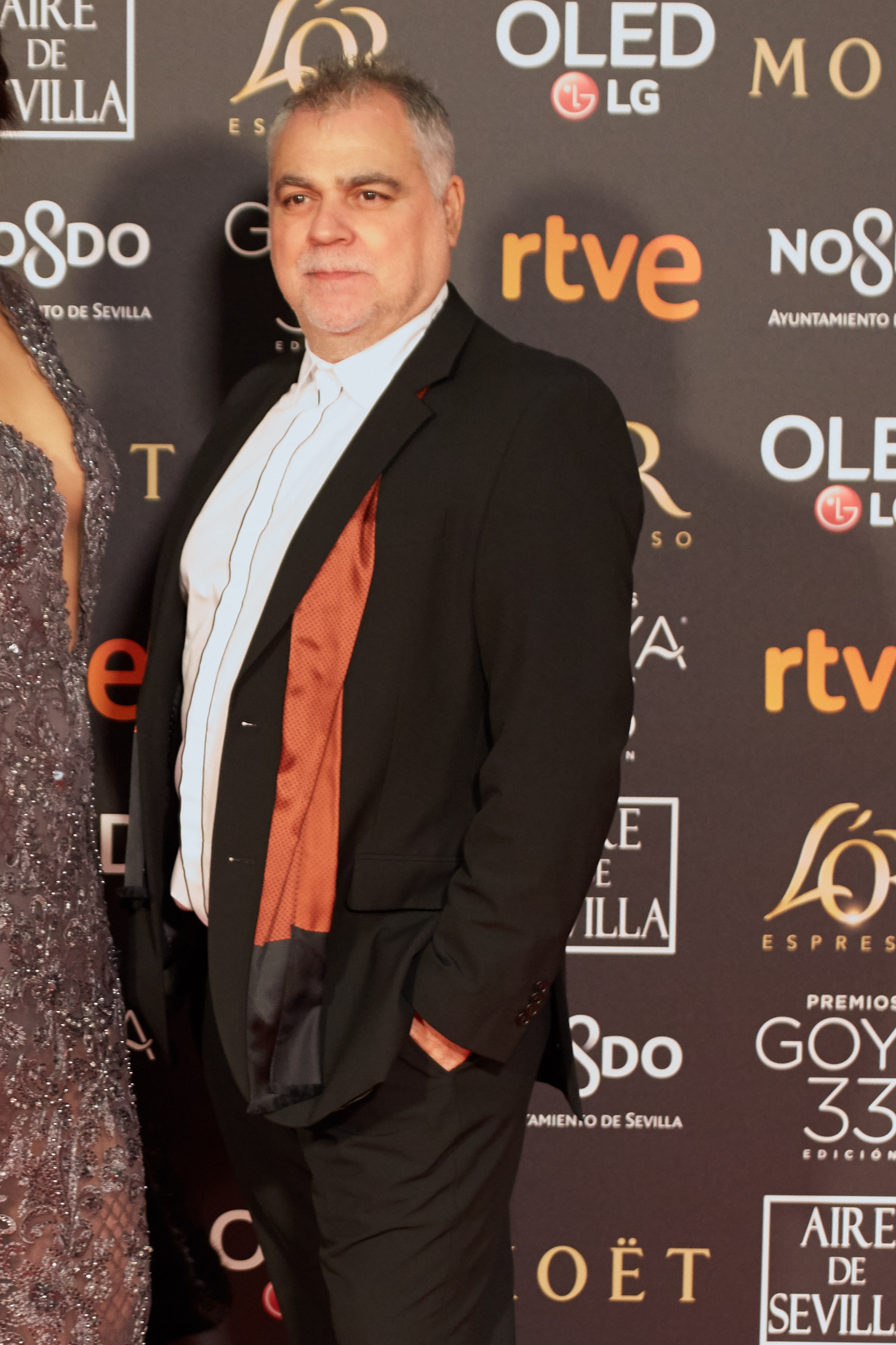
Benito Zambrano el 2016

Va ser estudiant d'Art Dramàtic en Sevilla i es va graduar de la Escola Internacional de Cinema i Televisió de San Antonio de los Baños, Cuba. La seva película Solas va obtenir cinc premis Goya: Millor direcció novella, Millor interpretació femenina de repartiment, Millor actor revelació, Millor actriu revelació i Millor guió original.
En 2005 va adaptar la seva pel·lícula Solas al teatre. El mateix any va presentar el seu llargmetratge Habana Blues a la secció Un Certain Regard al 58è Festival Internacional de Cinema de Canes.
L'Acadèmia de les Arts i les Ciències Cinematogràfiques d'Espanya va nominar el 10 de gener de 2012 el seu llargmetratge La voz dormida als Premis Oscar com a millor pel·lícula de parla no anglesa en representació d'Espanya.
En 2015 va ser candidat a les eleccions generals amb el partit polític Podem.
En 2018 co-fundà ACCIÓN Asociación de Directores y Directoras de Cine, organització de la que n'és actualment president.

## Premis
XIV Premis Goya
- Goya a la millor pel·lícula (nominada)
- Goya al millor director (nominat)
- Goya a la millor actriu secundària per María Galiana (guanyadora)
- Goya al millor guió original (guanyador)
- Goya al millor director novell (guanyador)
- Goya a la millor direcció de producció per Eduardo Santana (nominat)
- Goya al millor actor revelació per Carlos Álvarez-Nóvoa Sánchez (guanyador)
- Goya a la millor actriu revelació per Ana Fernández (guanyadora)
- Goya al millor muntatge per Fernando Pardo (nominat)
- Goya a la millor música original per Antonio Melievo (nominat)
- Goya al millor so (nominada)

Medalles del Cercle d'Escriptors Cinematogràfics
| Any  | Categoria            | Pel·lícula | Resultat  |
| ---- | -------------------- | ---------- | --------- |
| 1999 | Millor director      | Solas      | Guanyador |
| 1999 | Millor guió original | Solas      | Guanyador |
| 1999 | Premi revelació      | Solas      | Guanyador |

Fotogramas de Plata 1999Millor pel·lícula espanyola per Solas
- 2012: Premi Luis Ciges del Festival de Cinema d'Islantilla.

## Filmografia

### Curtmetratges
- La última humillación (1987)
- Un niño mal nacido (1989)
- ¿Quién soy yo? (1988)
- Melli (1990)
- Bombería (2014)

### Migmetratges i llargmetratges
- ¿Para qué sirve un río? (1991)
- Los que se quedaron (1993)
- El encanto de la luna llena (1995)
- Solas (1999)
- Padre coraje (2002)
- Habana Blues (2005)
- La voz dormida (2011)
- The Beginning (2016)
- Intemperie (2019)
- Pan de limón con semillas de amapola (2021)
- El salto (2024)

### Anuncis
- Atlético de Madrid Anunci del centenari
- Real Betis Balompié Spot campanya d'abonats 2017/2018